# Secessione nell'arte

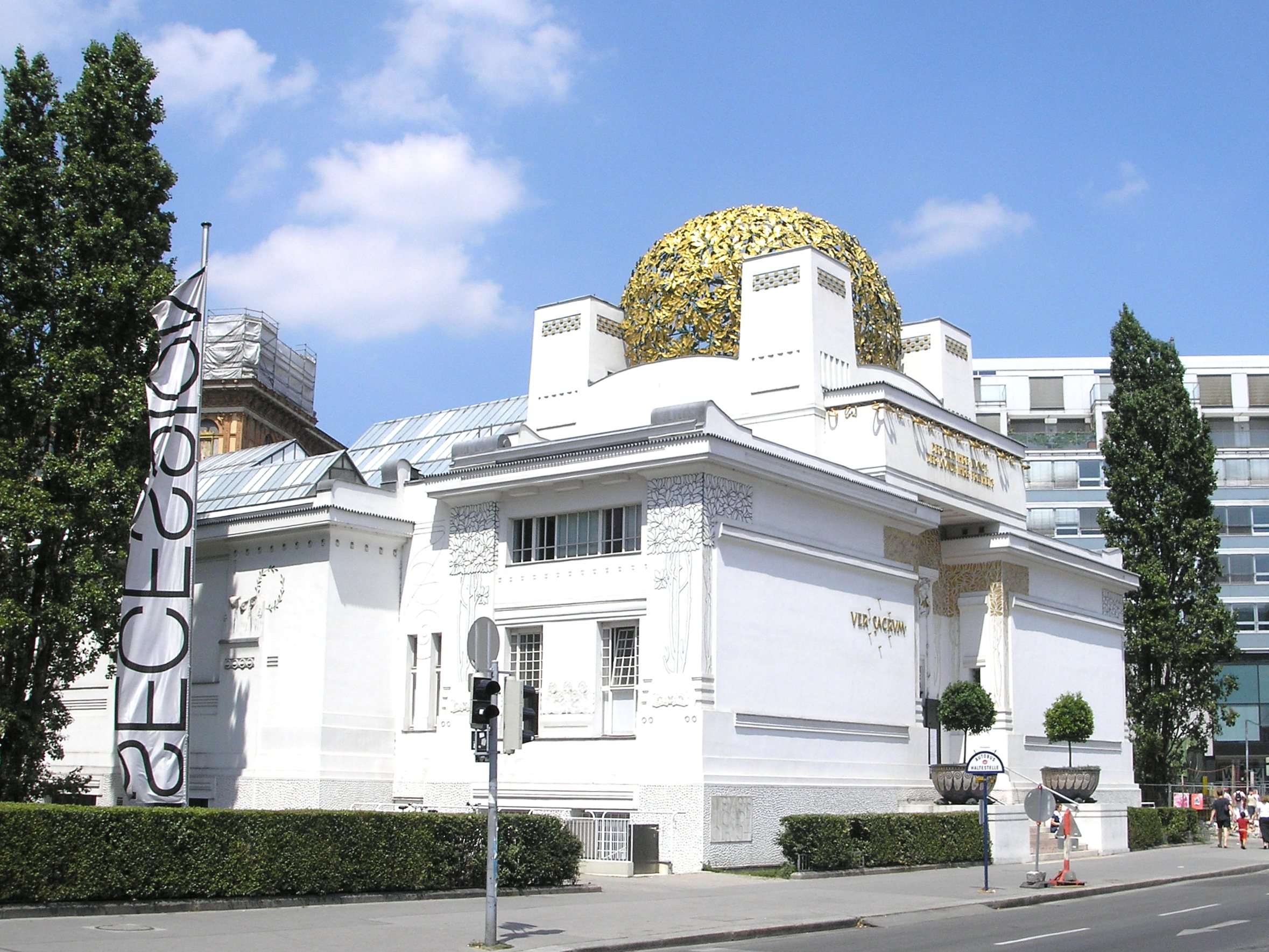
La palazzina della Secessione, a Vienna.

Nella storia dell'arte viene definita secessione una proposizione culturale che si manifestò verso la fine del XIX secolo in diverse città europee, soprattutto tedesche e austriache, che coincise con il distacco di alcuni giovani dalle istituzioni ufficiali dell'arte, dalle accademie e dai loro circuiti espositivi, come segno di protesta nei confronti dell'eccessivo conservatorismo del loro tempo.

## Storia
La parola "secessione" venne usata per la prima volta  da Georg Hirth (editore della rivista tedesca Jugend) e, pur non ottenendo molta approvazione tra i critici, l'espressione rimase e si affermò, come successivamente descritto da Hans Ulrich Simon nel suo saggio Sezessionismus. Kunstgewerbe in literarischer und bildender Kunst del 1976. Simon aveva giustamente osservato che lo scostamento dall'arte classica si ebbe dapprima a Parigi, donde poi l'idea "separatista" si diffuse in tutta l'Europa. Durante tutto l'Ottocento infatti alcuni artisti francesi si erano ribellati alle direttive obsolete dell'Accademia, finché nel 1890 la Société Nationale des Beaux-Arts venne rinnovata, accettando punti di vista molto più liberali. L'Accademia francese fece sue le nuove idee, diversamente da quanto avrebbe fatto più tardi quella tedesca, che si sarebbe chiusa entro le proprie ferree convinzioni. Questa totale modernizzazione della società accademica francese è storicamente la prima effettiva secessione nell'arte, dalla quale però non uscirono artisti di valore eccezionale.
Sono artisticamente molto più importanti i fenomeni di rottura nei confronti delle organizzazioni artistiche ufficiali che distinsero il resto dell'Europa ed in particolare i Paesi Tedeschi alla fine del 1800, e cioè la Secessione viennese, la Secessione di Monaco e la Secessione di Berlino. I primi ad abbandonare la corporazione degli artisti accademici furono i pittori di Monaco, che fin dal 1892 si impegnarono in una revisione degli stili classici e nella ricerca di nuovi modi di espressione. Ne seguirono l'esempio i gruppi di Vienna nel 1897 e di Berlino nel 1898. Di questi tre gruppi, i viennesi erano gli artisti più dotati, per cui la loro separazione rimane la secessione per antonomasia. Fu l'affermazione di una nuova concezione dell'arte: l'artista non deve render conto a nessuno, ma è l'unico a valutare le proprie creazioni. Secondo questa mentalità, l'arte figurativa, e l'architettura prima di tutte, accettò forme totalmente nuove.

### La terminologia
Il distacco organizzato di vari gruppi fu un fenomeno propriamente della Belle Époque e dei movimenti modernisti. Vi si possono trovare invece molti artisti che preferirono esprimersi con rappresentazioni di figure fantastiche e di linee elegantemente ricurve, con utilizzo di materiali e tecniche innovative. Questo era l'Art Nouveau. Bisogna dunque distinguere tra i due fenomeni, sebbene gli austriaci abbiano continuato a nominarli ambedue con la parola Sezession. Ma correttamente sono secessionisti solo i membri dei tre gruppi che in modo organizzato e collettivamente ruppero con i circoli accademici. Non si possono definire secessionisti invece quegli artisti che un po' dovunque in Europa adottarono il nuovo stile. Si parla ad esempio degli artisti ungheresi (Ödön Lechner, Károly Kós, Rimanóczy Kálmán, Komor Marcell e Jakab Dezső), quelli spagnoli (Antoni Gaudí), belgi (Victor Horta, Henry van de Velde), britannici (Charles Rennie Mackintosh, Arthur Heygate Mackmurdo) o altri: tutti furono esponenti dell'arte modernista, ma non furono secessionisti.

### Varietà di stili
La totale libertà di espressione promossa dai secessionisti fu la causa e la giustificazione delle notevoli diversità di stile che si riscontrano tra i maggiori rappresentanti della Secessione. Ad esempio, Egon Schiele si sofferma sulle manifestazioni più dolorose e scostanti della vicenda umana, senza la minima concessione a qualche particolare che ne potrebbe mitigare il crudo espressionismo. Gustav Klimt, invece, propone temi allegorici e personaggi dolci ed evanescenti, che si fondono con uno sfondo dorato. I due artisti non hanno in comune che un totale distacco dall'arte classica e dagli altri artisti accademici del tempo, ambedue cioè sono secessionisti, ma i loro stili differiscono totalmente.
Analogamente anche l'architettura di questo periodo non si presenta con uno stile unico, ma passa dalle decorazioni dorate e dai rami fioriti alla geometria pura e semplice, come nel caso di Otto Wagner. La stessa cosa si ripete nelle decorazioni interne dove si spazia dalle forme fantastiche di piante ad abbellimenti costituiti da sole linee.

### Importanza della Secessione
In pratica, il periodo delle Secessioni tramontò con i suoi creatori, in quanto era solo un trampolino di lancio per l'arte moderna. Ma si tratta comunque di un periodo molto importante da diversi punti di vista.
Il merito principale della Secessione è ovviamente la concezione totalmente nuova dell'arte. Nel diciannovesimo secolo l'arte era stata praticamente riservata ai ceti agiati della popolazione, i quali potevano pagare costosi maestri e spesso anche i loro apprezzamenti, che magari molte opere meno che mediocri non meritavano. Gli artisti meno abbienti invece, che non potevano permettersi protettori accademici, venivano trascurati. Questo circolo chiuso di artisti affermati era a tutti gli effetti una corporazione, dove elementi non germanici non venivano nemmeno presi in considerazione. I giovani secessionisti avversavano questa mentalità e infine dimostrarono che l'arte si palesa anche all'infuori dei canoni classici.
Questo rivoluzionario concetto di libertà artistica si spinse più tardi fino a degli estremi indesiderati. Mentre in origine la Secessione chiedeva solo che anche i giovani venissero considerati, col tempo si finì col dichiarare che "artisti si nasce, non si diventa", il che presupponeva la totale inutilità di scuole e maestri. Questa mentalità condusse all'apprezzamento di autodidatti che sostituivano l'estro artistico e la tecnica con la sola originalità.
La Secessione è importante anche in quanto favorì la nascita di un nuovo stile artistico, che in vari paesi prese vari nomi. In Austria gli rimase il nome di Sezession, mentre in Germania si chiamò Jugendstil, in Inghilterra modern style, in Francia art nouveau, in Italia liberty e poi art déco. Secondo alcuni critici comunque, la Secessione e lo stile liberty che la seguì formano solo la prima fase di un più vasto movimento artistico.

### Alcuni nomi
- I più noti artisti della Secessione viennese sono Gustav Klimt, Egon Schiele, Koloman Moser, Otto Wagner, Joseph Maria Olbrich.
- Gli artisti della Secessione di Monaco sono innanzitutto Hugo von Habermann, Paul Hoecker, Bruno Piglhein e Franz von Stuck.
- I nomi più rilevanti della Secessione di Berlino sono Lovis Corinth, Käthe Kollwitz, Edvard Munch e Max Slevogt.

### Le maggiorisecessioninelle arti visive
- Secessione di Parigi (Société Nationale des Beaux-Arts), nel 1890;
- Secessione di Monaco, nel 1892;
- Secessione di Vienna, nel 1897;
- Secessione di Berlino, nel 1898;
- Secessione di Colonia (Sonderbund westdeutscher Kunstfreunde und Künstler), nel 1909;
- Secessione di Budapest;
- Secessione di Roma, dal 1912 al 1917;